# Ahnfeltiophycidae
Sous-classe

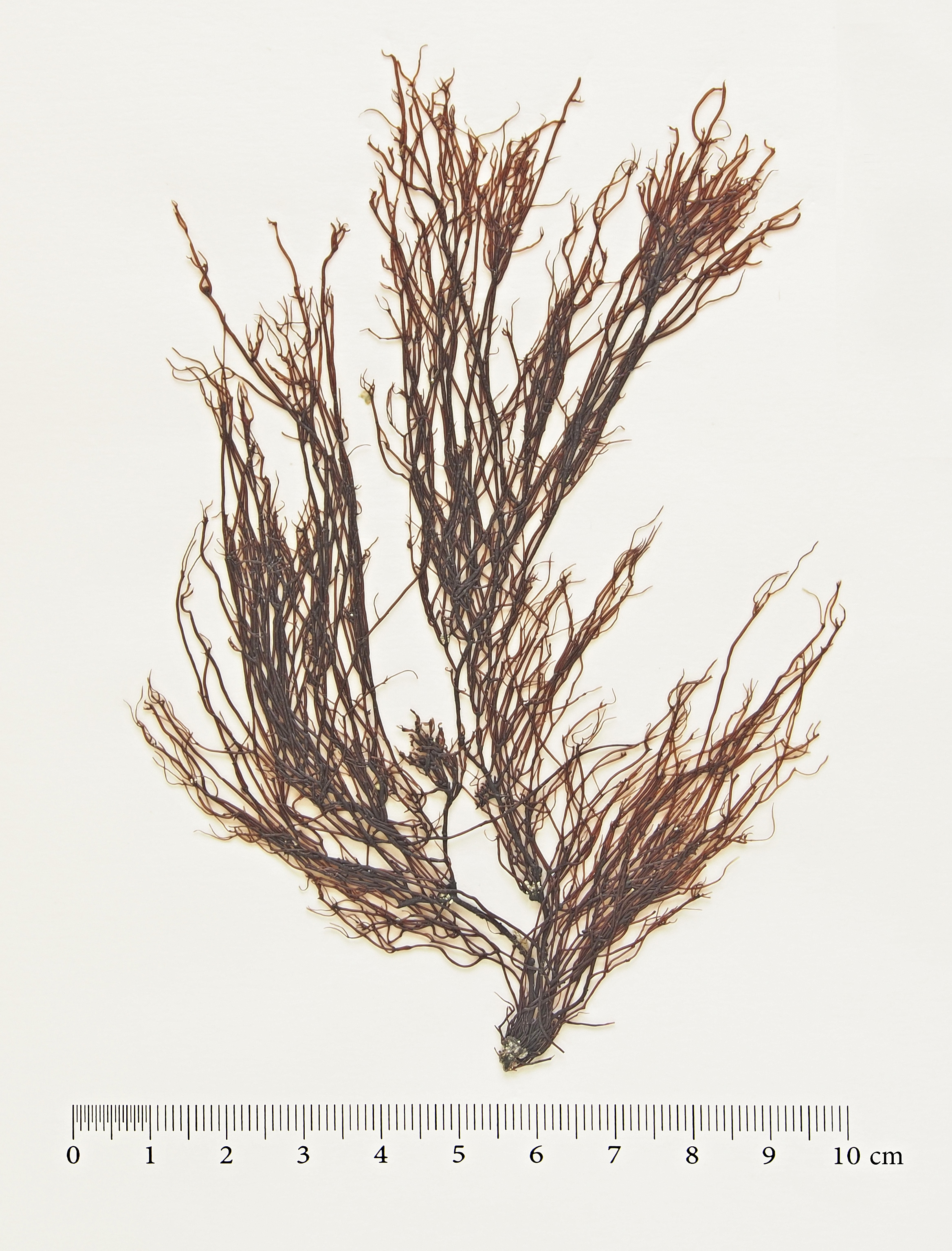

Les Ahnfeltiophycidae sont une sous-classe d'algues rouges de la classe des Florideophyceae.

## Liste des ordres
Selon AlgaeBase (17 mai 2012) :
- ordre des Ahnfeltiales C.A.Maggs & C.M.Pueschel
- ordre des Pihiellales J.M.Huisman, A.R.Sherwood & I.A.Abbott

Selon World Register of Marine Species (17 mai 2012) :
- ordre des Ahnfeltiales